# Batalha da Grande Ponte

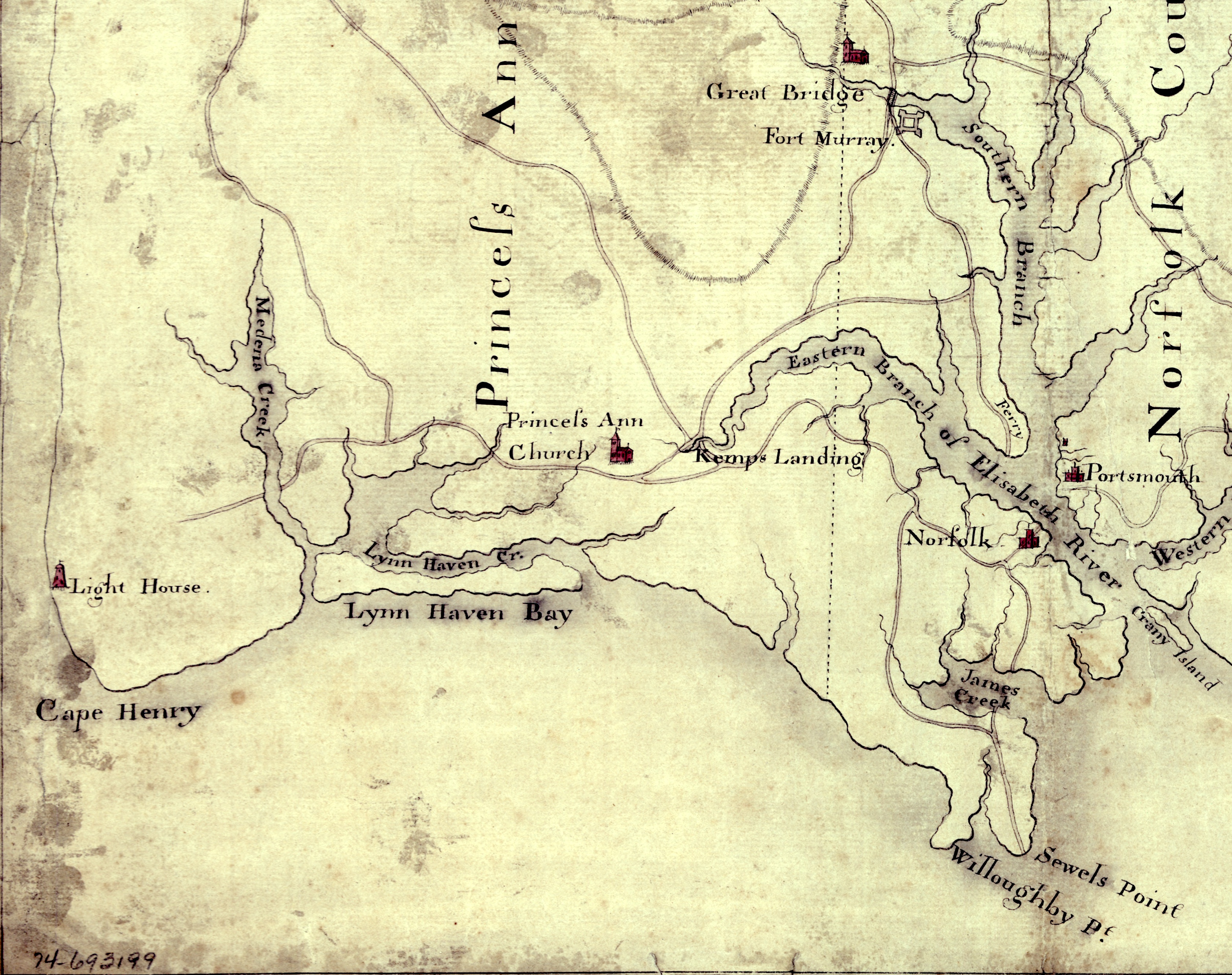
Detalhe de um mapa de 1775 mostrando a área de Norfolk. Orientado com o norte para a parte inferior, Fort Murray é visível perto do topo do mapa.

A Batalha da Grande Ponte foi travada em 9 de dezembro de 1775, na área da Great Bridge, Virgínia, no início da Guerra Revolucionária Americana. A vitória das forças coloniais da milícia da Virgínia levou à saída do governador real John Murray, 4º Conde de Dunmore e quaisquer vestígios remanescentes do poder britânico sobre a Colônia da Virgínia durante os primeiros dias do conflito.
Após o aumento das tensões políticas e militares no início de 1775, tanto Dunmore quanto os líderes rebeldes coloniais recrutaram tropas e se envolveram em uma luta por suprimentos militares disponíveis. A luta acabou se concentrando em Norfolk, onde Dunmore havia se refugiado a bordo de um navio da Marinha Real. As forças de Dunmore haviam fortificado um lado de um rio crítico que atravessava ao sul de Norfolk na Grande Ponte, enquanto as forças rebeldes haviam ocupado o outro lado. Em uma tentativa de acabar com a reunião rebelde, Dunmore ordenou um ataque através da ponte, que foi decisivamente repelido. O coronel William Woodford, comandante da milícia da Virgínia na batalha, descreveu-a como "um segundo caso de Bunker's Hill".
Pouco tempo depois, Norfolk, na época um centro legalista, foi abandonado por Dunmore e os tories, que fugiram para navios da marinha no porto. Norfolk ocupada pelos rebeldes foi destruída em 1 de janeiro de 1776 em uma ação iniciada por Dunmore e concluída pelas forças rebeldes.